# Fredrik Åkerman
För skådespelaren, se Varanteatern
Fredrik Åkerman, född 16 december 1800 i Göteborg, död 2 maj 1877 i Stockholm, var en svensk ämbetsman. Han var farbror till Henrik Åkerman.
Efter universitetsexamen vid 18 års ålder började Åkerman som kanslist vid kunglig Majestäts kansli. Han blev hovrättsråd 1840 och landshövding i Västernorrlands län 1842. Han adlades 1843. I Riddarhuset tillhörde han de grå, som försökte medla mellan höger och vänster. 1844 skrev han ett förslag till representationsreform och han stödde förslaget 1866. Han var under en period också president i Bergskollegium och slutligen direktör för Kungliga Lantbruksakademien.
Åkerman blev kommendör med stora korset av Nordstjärneorden 28 april 1858, fick storkorset av Kungliga Danska Dannebrogsorden samt storkorset av S:t Olofs orden.